# Mar Roja
La mar Roja o el mar Roig (àrab: البحر الأحمر, al-baḥr al-Aḥmar, ‘el mar Roig’, o بحر القُلْزُم, baḥr al-Qulzum, ‘mar d'al-Qúlzum (l'actual ciutat de Suez)’, o بحر الحبشة, baḥr al-Ḥabxa, ‘mar d'Etiòpia’; hebreu: ים סוף, Yam Suf‎; tigrinya: ቀይሕ ባሕሪ, QeyH baHri) és un golf o braç de mar de l'oceà Índic entre l'Àfrica i Àsia. Els antics grecs l'anomenaven Ερυθρά Θάλασσα, ‘mar Eritrea’.

## Geografia

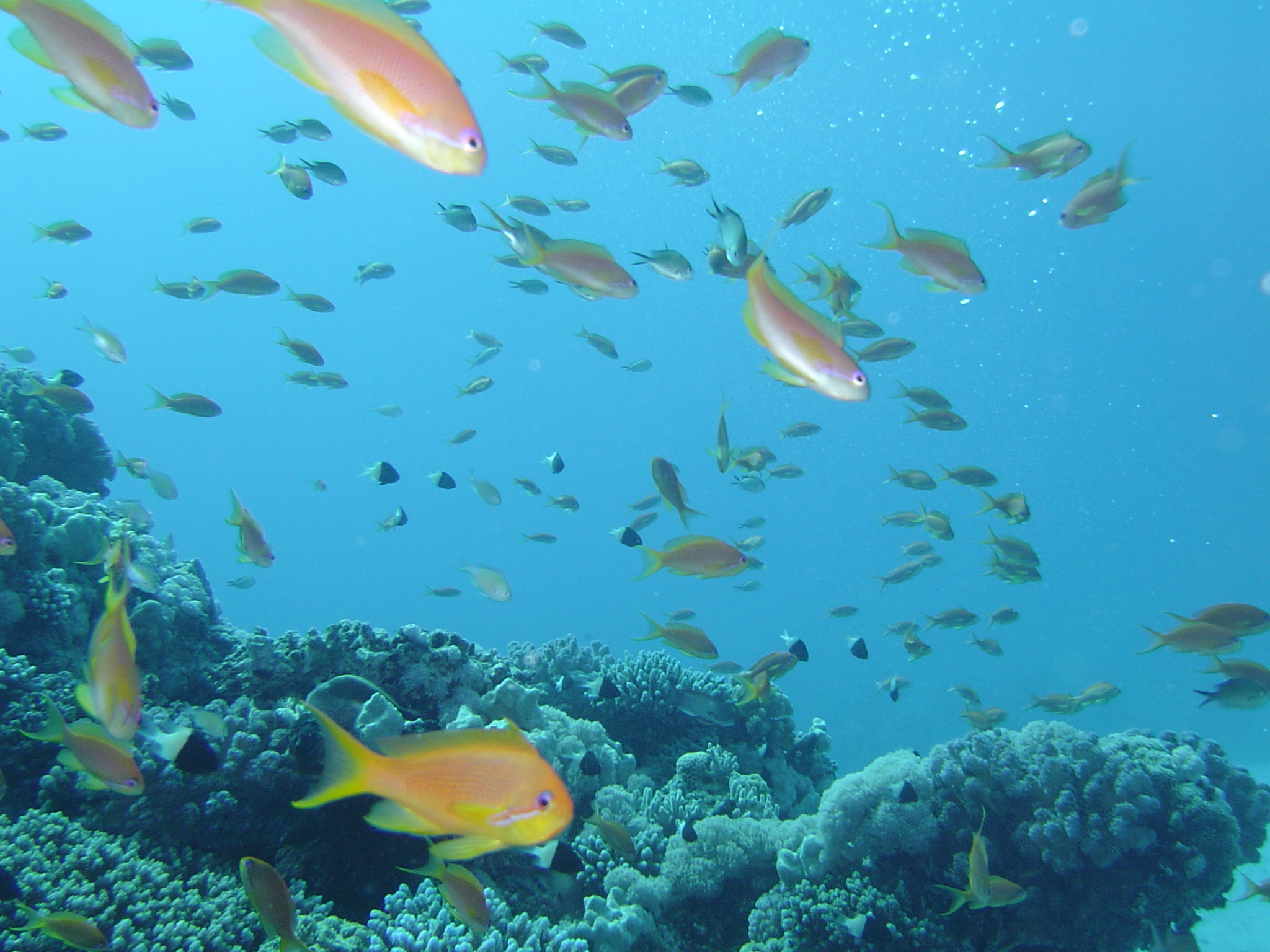
Al mar Roig hi ha una vida submarina molt variada, contrastant amb l'aridesa de les costes

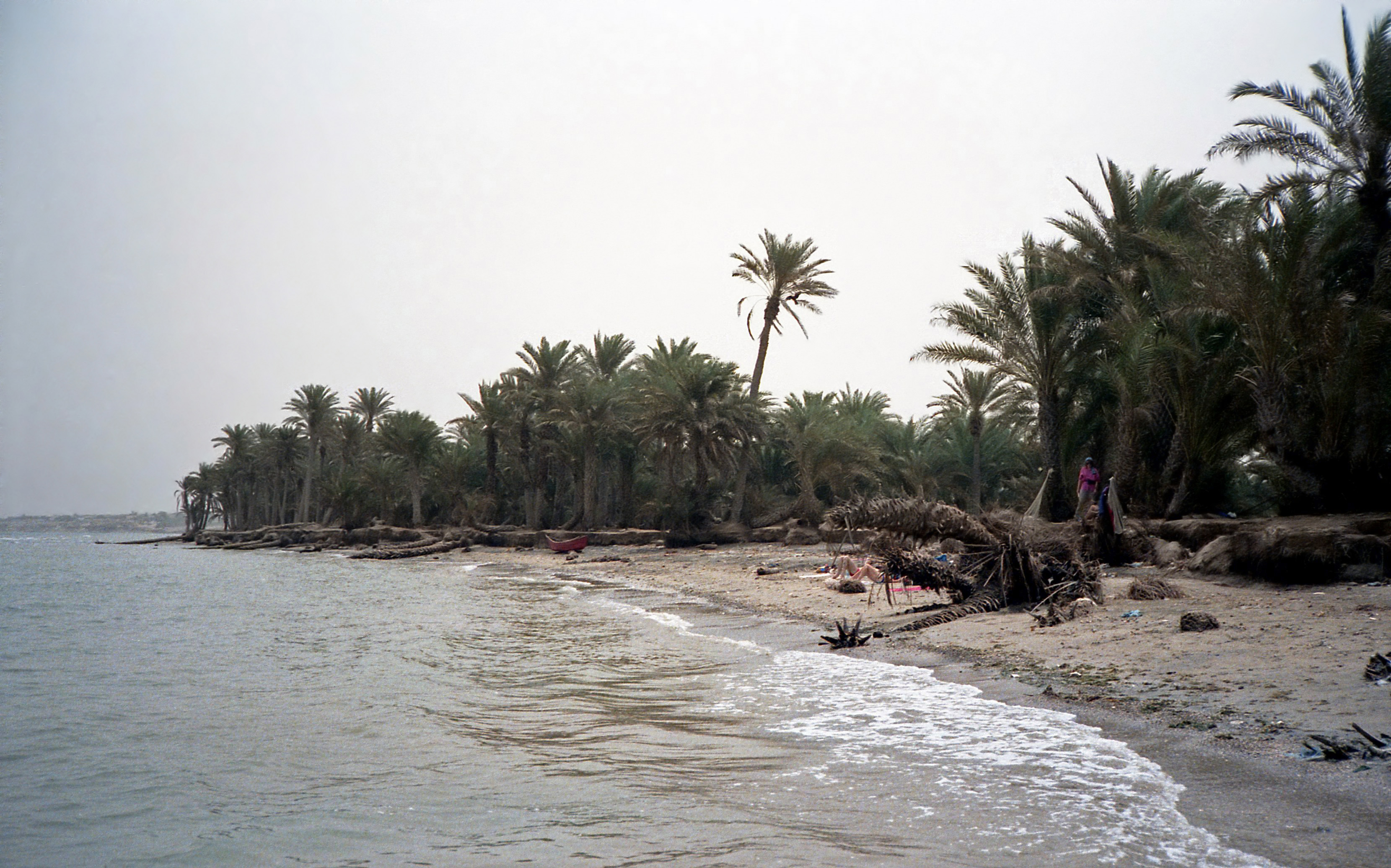
Aspecte de la costa: Tihama, a la vora de Khaukha, Iemen

La connexió amb l'oceà es troba al sud, a través de l'estret de Bab al-Màndeb i el golf d'Aden. Al nord, hi ha la península del Sinaí, situada entre el golf d'Aqaba i el golf de Suez (al fons del qual s'obre el canal de Suez, que connecta la mar Roja amb la Mediterrània. El mar fa aproximadament uns 1.900 km de llarg, i al punt més ample fa uns 300 km. El fons marí té una profunditat màxima de 2.500 m a la fossa central i una profunditat mitjana de 500 m, però també té plataformes poc fondes, famoses per la seva vida marina i els coralls. La superfície marina és d'uns 438.000 o 450.000 km². És l'hàbitat de més de 1.000 espècies d'invertebrats i de 200 de coralls. La mar Roja ocupa una part de la vall del Rift.
Les temperatures de l'aigua a la superfície es mantenen relativament constants a 21-25 °C i la temperatura i la visibilitat són bones fins a uns 200 m, però el mar és conegut pels seus forts vents i els perillosos corrents locals. La mar es va crear quan l'Àfrica es va separar d'Aràbia, un moviment que va començar fa uns 30 milions d'anys. La mar Roja encara s'està eixamplant i a les parts més fondes hi ha petits cons volcànics; es considera que, en el futur, el mar esdevindrà un oceà (segons el model proposat per Tuzo Wilson).
La mar Roja és una zona molt difícil per la navegació marítima a causa dels innombrables esculls i de les tempestes que poden aixecar-se sobtadament. El primer a cartografiar amb detall aquesta mar fou el capità britànic Robert Moresby en una difícil aventura al segle xix.

### Oceanografia

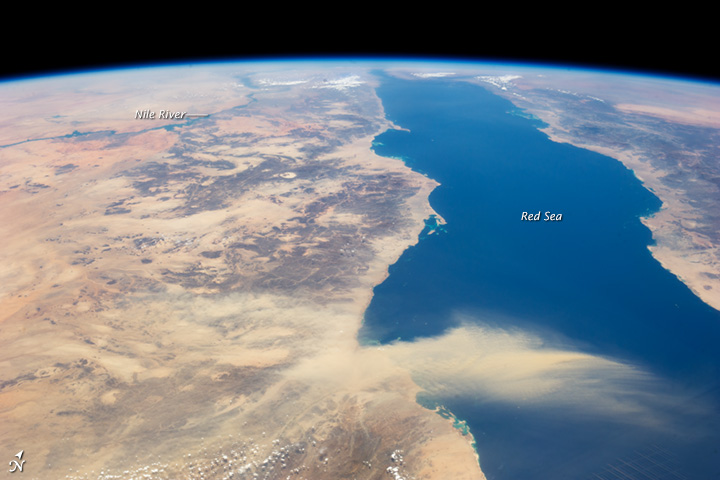
Vista comentada del Nil i el mar Roig, amb una tempesta de pols

El Mar Roig es troba entre terres àrides, deserts i semidesèrtics. Els sistemes d'esculls estan millor desenvolupats al llarg del Mar Roig, principalment a causa de les seves profunditats més grans i un patró de circulació d'aigua eficient. La massa d'aigua del mar Roig intercanvia la seva aigua amb el mar d'Aràbia, oceà Índic a través del golf d'Aden. Aquests factors físics redueixen l'efecte de l'alta salinitat provocada per l'evaporació al nord i l'aigua relativament calenta al sud.
El clima del mar Roig és el resultat de dues estacions de monsons; un monsó del nord-est i un monsó del sud-oest. Els vents monsònics es produeixen a causa de l'escalfament diferencial entre la terra i el mar. Les temperatures superficials molt elevades i les altes salinitats fan d'aquesta una de les masses d'aigua de mar més càlides i salades del món. La temperatura mitjana de l'aigua superficial del Mar Roig durant l'estiu és d'uns 26 °C al nord i 30 °C al sud, amb només uns 2 °C de variació durant els mesos d'hivern. La temperatura mitjana global de l'aigua és 22 °C. La temperatura i la visibilitat es mantenen bones al voltant dels 200 m. El mar és conegut pels seus forts vents i corrents locals imprevisibles.
Les precipitacions sobre el Mar Roig i les seves costes són extremadament baixes, amb una mitjana de 60 mm 2 per any. La pluja és majoritàriament ruixats curts, sovint amb tempestes i ocasionalment amb tempestes de pols. L'escassetat de pluges i l'absència d'una font important d'aigua dolça al Mar Roig provoca un excés d'evaporació de fins a 2050 mm per any i alta salinitat amb mínima variació estacional. Una recent expedició submarina al mar Roig des del Sudan i Eritrea va trobar temperatures de l'aigua superficial 28 °C a l'hivern i fins a 34 °C a l'estiu, però malgrat aquesta calor extrema, el corall estava sa amb molta vida de peixos amb molt pocs signes de blanqueig del corall, amb només un 9% infectat per Thalassomonas loyana, l'agent de la "pesta blanca". El corall Favia favus alberga un virus, BA3, que mata la T. loyana. Els científics estan investigant les propietats úniques d'aquests coralls i les seves algues comestibles per veure si es poden utilitzar per salvar el corall blanquejat en altres llocs.

### La salinitat
El Mar Roig és una de les masses d'aigua més salades del món, a causa de l'alta evaporació i la baixa precipitació; cap riu o rierol significatiu desemboca al mar, i la seva connexió al sud amb el golf d'Aden, un braç de l'oceà Índic, és estreta. La seva salinitat oscil·la entre ~36 ‰ a la part sud i 41 ‰ a la part nord al voltant del golf de Suez, amb una mitjana de 40 ‰. (La salinitat mitjana de l'aigua de mar del món és de ~35 ‰ a l'escala de salinitat pràctica, o PSU; que es tradueix en el 3,5% de les sals dissoltes reals).

### Marea
En general, la marea oscil·la entre 0,6 m al nord, prop de la desembocadura del golf de Suez i 0,9 m al sud prop del golf d'Aden, però oscil·la entre 0,20 m i 0,30 m lluny del punt nodal. Per tant, el mar Roig central (zona de Gidda) és gairebé sense marea i, per tant, els canvis anuals del nivell de l'aigua són més significatius. A causa del petit rang de marea, l'aigua durant la marea alta inunda les sabkhes costaneres com una fina làmina d'aigua fins a uns pocs centenars de metres en lloc d'inundar les sabkhes a través d'una xarxa de canals. Tanmateix, al sud de Gidda a la zona de Shoiaba, l'aigua de la llacuna pot cobrir les sabkhas adjacents fins a 3 km, mentre que al nord de Gidda, a la zona d'Al-Kharrar, els sabkhes estan coberts per una fina làmina d'aigua fins a 2 km. Els vents dominants del nord i del nord-est influeixen en el moviment de l'aigua a les entrades costaneres cap a les sabkhas adjacents, especialment durant les tempestes. El nivell mitjà del mar a l'hivern és de 0,5 m més alt que a l'estiu. Les velocitats de marea que travessen les constriccions causades per esculls, barres de sorra i illes baixes solen superar 1-2 m/s (3 – 6,5 peus/s). Els esculls de corall del Mar Roig es troben a prop d'Egipte, Eritrea, Israel, Aràbia Saudita i Sudan.
Falta informació detallada sobre les dades actuals, en part perquè els corrents són febles i variables tant espacialment com temporalment. La variació dels corrents temporals i espacials és tan baixa com 0,5 m i es regeixen totes pel vent. Durant l'estiu, els vents del NW condueixen l'aigua superficial cap al sud durant uns quatre mesos a una velocitat de 15-20 cm/s – 6-8 in/s), mentre que a l'hivern el cabal s'inverteix donant lloc a l'entrada d'aigua del golf d'Aden al mar Roig. Predomina el valor net d'aquest últim, donant lloc a una deriva general cap a l'extrem nord del Mar Roig. Generalment, la velocitat del corrent de marea està entre 50 i 60 cm/s (20 – 23,6 in/s) amb un màxim d’1 m/s a la desembocadura de la llacuna al-Kharrar. Tanmateix, l'abast del corrent nord-nord-est al llarg de la costa saudita és de 8 a 29 cm/s (3 – 11,4 en/s).

### Règim del vent
La part nord del Mar Roig està dominada per vents persistents del nord-oest, amb velocitats que oscil·len entre els 7 km/h i 12 km/h. La resta del mar Roig i el golf d'Aden estan sotmesos a vents regulars i estacionalment reversibles. El règim del vent es caracteritza per variacions estacionals i regionals de velocitat i direcció amb la velocitat mitjana augmentant generalment cap al nord.
El vent és la força motriu al Mar Roig per transportar material com a suspensió o com a càrrega de llit. Els corrents induïts pel vent tenen un paper important al Mar Roig en la resuspensió de sediments del fons i la transferència de materials des dels llocs d'abocament als llocs d'enterrament en un entorn quiescent de deposició. Per tant, la mesura del corrent generada pel vent és important per determinar el patró de dispersió de sediments i el seu paper en l'erosió i l'acreció de l'exposició de roques costaneres i els llits de corall submergits.

## Etimologia

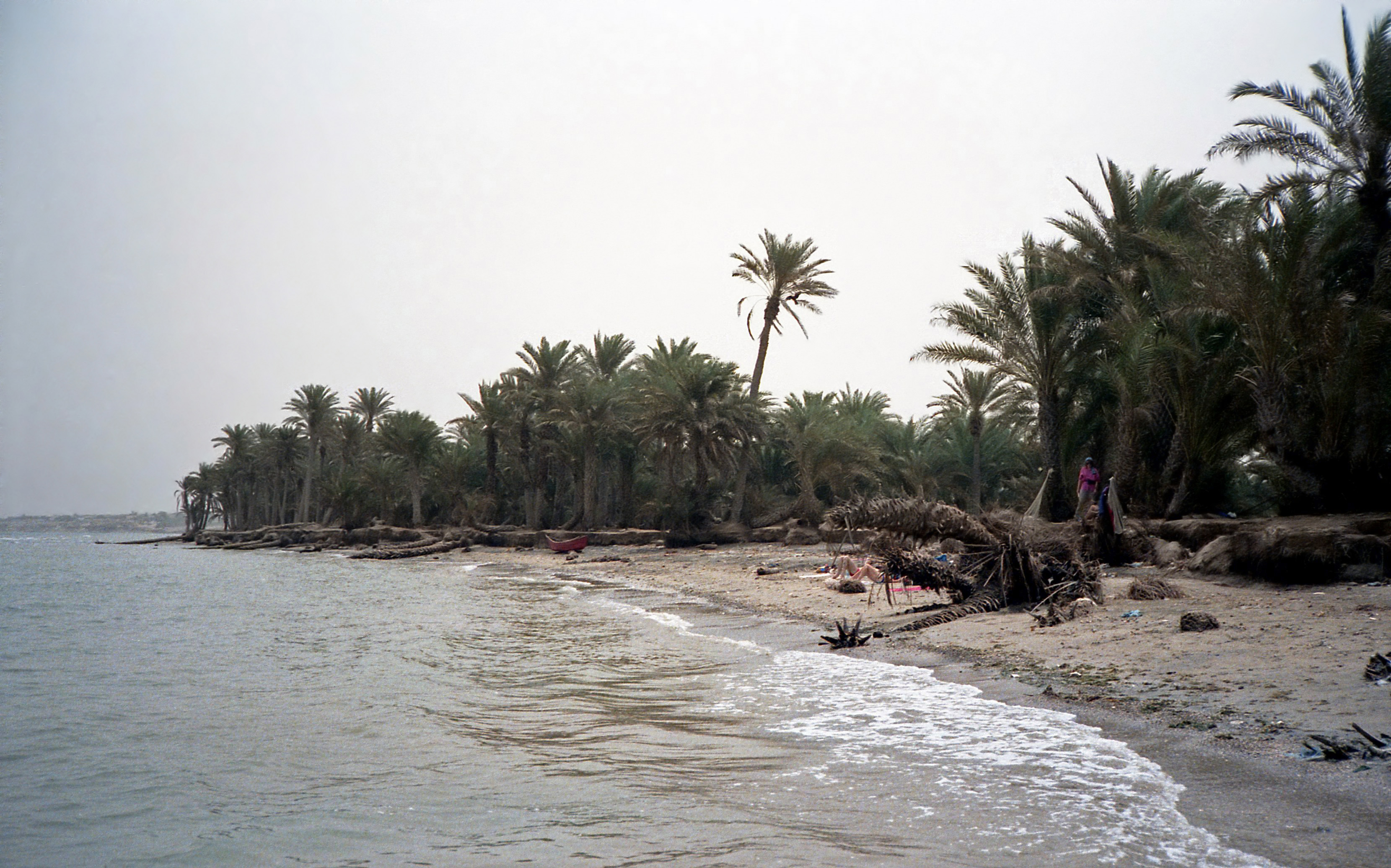
Tihama al Mar Roig prop de Khaukha, Iemen

Mar Roig és una traducció directa del grec Erythra Thalassa (Ερυθρὰ Θάλασσα). Els europeus van denominar el mar en si com el Mar d'Eritrea. A més de Mare Rubrum en llatí (alternativament Sinus Arabicus, literalment "golf Àrab"), els romans l'anomenaven Pontus Herculis (Mar d'Hèrcules). Altres designacions inclouen l’àrab: البحر الأحمر (Alternativament بحر القلزم Baḥr al-Qulzum, literalment "el mar de Clysma "), el coptic ⲫⲓⲫⲓ ̀ⲛ ϣ ⲁⲣⲓ Phiom ̀nšari, siríac ܝܡܐ ܣܘܡܩܐ yammaʾ Sumbāqā, somali badda cas i tigrinya qeyyiḥ bāḥrī (ቀይሕ ባሕሪ ባሕሪ ባሕሪ). El nom del mar pot significar les floracions estacionals del Trichodesmium erythraeum de color vermell a prop de la superfície de l'aigua. Una teoria afavorida per alguns estudiosos moderns és que el nom vermell es refereix a la direcció sud, de la mateixa manera que el nom de la mar Negra pot referir-se al nord. La base d'aquesta teoria és que algunes llengües asiàtiques utilitzaven paraules de color per referir-se als punts cardinals. Heròdot en una ocasió utilitza el Mar Roig i el Mar del Sud de manera intercanviable.
La mar fou anomenada golf Aràbic en la majoria de fonts europees fins al segle xx, nom derivat de les antigues fonts gregues. Heròdot, Estrabó i Claudi Ptolemeu anomenaven aquest braç de mar Arabicus Sinus, mentre que reservaven el terme mar Eritrea (o mar Roja) per a les aigües que banyaven el sud de la península d'Aràbia, conegudes actualment com el golf d'Aden, a l'oceà Índic.
El nom de la mar no indica pas el color de l'aigua, ja que, com passa sempre, és ben blava vista de lluny i transparent en un got. Pot ser que faci al·lusió a la floració estacional dels cianobacteris vermellosos anomenats Trichodesmium erythraeum, que es troben prop de la superfície de l'aigua. Alguns suggereixen que es refereix a les muntanyes vermelloses del voltant, riques en minerals, anomenades הרי אדום (‘muntanyes dels Edomites’ o ‘muntanyes Rubí’) en hebreu.
L'explicació més plausible és la que afirma que el nom de la mar Roja procedeix d'una mala traducció (en grec) del que havia de ser la «mar de les balques» en la història bíblica de l'Èxode (Ex 13:18). La mar de les Balques (hebreu: ים סוף, Yam Suf‎) sovint és traduïda malament, com la ‘mar dels Joncs’ o, encara pitjor, per ‘mar Roja’. No es pot dir doncs que es tracti del golf de Suez, sinó dels grans Llacs Amargs.

## Història

### Època antiga

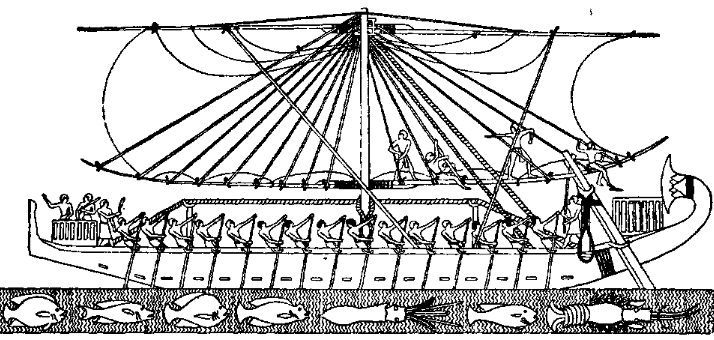
Expedició de l'Antic Egipte a la Terra de Punt a la costa del Mar Roig durant el regnat de la reina Hatxepsut

L'exploració més antiga coneguda del Mar Roig va ser realitzada pels antics egipcis, quan intentaven establir rutes comercials cap a Punt. Una d'aquestes expedicions va tenir lloc cap al 2500 aC, i una altra cap al 1500 aC (per Hatxepsut). Tots dos implicaven llargs viatges pel Mar Roig. El Llibre bíblic de l'Èxode explica el relat de l’encreuament dels israelites d'una massa d'aigua, que el text hebreu anomena Yam Suph (hebreu: יַם סוּף‎). Yam Suph es va identificar tradicionalment com el Mar Roig. El rabí Saadia Gaon (882‒942), en la seva traducció judeo-àrab del Pentateuc, identifica el lloc de travessia del mar Roig com Baḥar al-Qulzum, que significa el golf de Suez.

Assentaments i centres comercials a les proximitats del mar Roig implicats en la Ruta de les espècies, tal com es descriu al Periple de la Mar Eritrea.

Al segle VI aC, Darios el Gran va enviar missions de reconeixement al mar Roig, millorant i ampliant la navegació localitzant moltes roques i corrents perillosos. Es va construir un canal entre el Nil i l'extrem nord del mar Roig a Suez. A finals del segle iv aC, Alexandre el Gran va enviar expedicions navals gregues pel mar Roig fins a l'oceà Índic. Els navegants grecs van continuar explorant i recopilant dades sobre el mar Roig. Agatàrquides va recopilar informació sobre el mar al segle II aC. El Periple de la Mar Eritrea, un Periple grec escrit per un autor desconegut al voltant del segle I, conté una descripció detallada dels ports i rutes marítimes del Mar Roig. El Periple també descriu com Hippal va descobrir per primera vegada la ruta directa des del mar Roig fins a l'Índia.
El Mar Roig va ser afavorit pel comerç de l'antiga Roma amb l'Índia a partir del regnat d'August, quan l'Imperi Romà va aconseguir el control de la Mediterrània, Egipte i el nord del Mar Roig. La ruta havia estat utilitzada per estats anteriors, però va créixer en el volum de trànsit sota els romans. Des dels ports indis es van introduir mercaderies de la Xina al món romà. El contacte entre Roma i la Xina depenia del mar Roig, però la ruta va ser trencada pel Regne d'Axum cap al segle iii.

### Edat Mitjana i època moderna
Durant l'Edat mitjana, el mar Roig era una part important de la ruta comercial de les espècies. El 1183, Reinald de Châtillon va llançar una incursió pel Mar Roig per atacar els combois de pelegrins musulmans a la Meca. La possibilitat que la flota de Raynald pogués saquejar les ciutats santes de la Meca i Medina va causar fúria a tot el món musulmà. No obstant això, sembla que l'objectiu de Reynald eren els combois de pelegrins musulmans lleugerament armats més que les ciutats ben guardades de la Meca i Medina, i la creença en el món musulmà que Reynald estava buscant saquejar les ciutats santes es devia a la proximitat d'aquestes ciutats a la zones on Raynald va atacar. El 1513, intentant assegurar aquest canal cap a Portugal, Afonso de Albuquerque va assetjar Aden però es va veure obligat a retirar-se. Van navegar pel Mar Roig dins del Bab el-Màndeb, com la primera flota d'Europa en els temps moderns que va navegar per aquestes aigües. Més tard, el 1524, la ciutat va ser lliurada al governador Heitor da Silveira com a acord de protecció dels otomans. El 1798, França va ordenar a Napoleó Bonaparte que envaís Egipte i prengués el control del Mar Roig. Encara que va fracassar en la seva missió, l'enginyer Jean-Baptiste Lepère, que hi va participar, va revitalitzar el pla d'un canal que havia estat previst durant el regnat dels faraons. Diversos canals es van construir a l'antiguitat des del Nil fins al Mar Roig al llarg o prop de la línia de l'actual Canal d'Aigua Dolça, però cap va durar molt de temps. El canal de Suez es va obrir el novembre de 1869. Després de la Segona Guerra Mundial, els nord-americans i els soviètics van exercir la seva influència mentre el volum de tràfic de petroliers s'intensificava. Tanmateix, la Guerra dels Sis Dies va culminar amb el tancament del Canal de Suez de 1967 a 1975. Avui dia, malgrat les patrulles de les principals flotes marítimes a les aigües del mar Roig, el canal de Suez no ha recuperat maig la seva supremacia sobre la ruta del Cap, que es creu que és menys vulnerable a la pirateria.

## Turisme
La mar Roja és coneguda pels seus indrets per a la pràctica del submarinisme, com ara els següents d'Egipte: el cap Ras Muhammad, l'escull de Khawr ash-Shamm (o Elphinstone) o les illes Al-Akhawein (Brothers Islands); i els menys coneguts del Sudan: Sanganeb, Abington, Angarosh i Shaab Rumi.
La mar fou «descoberta» com a destinació per als esports subaquàtics per Hans Hass a la dècada de 1950, i per Jacques-Yves Cousteau més endavant.

## Països costaners
Els països i les ciutats principals de la costa de la mar Roja són:
- Costa nord: Egipte (Suez, Xarm el-Xeikh i Dahab), Israel (Eilat), Jordània (Àqaba)
- Costa oest: Egipte (Port Safaja i Hurghada), Sudan (Port Sudan i Halaib disputada entre el Sudan i Egipte), Eritrea (Assab i Massawa)
- Costa est: Aràbia Saudita (Gidda), Iemen (al-Hudayda)